# Niphetogryllacris fryeri
Niphetogryllacris fryeri är en insektsart som först beskrevs av Bolívar, I. 1912.  Niphetogryllacris fryeri ingår i släktet Niphetogryllacris och familjen Gryllacrididae. IUCN kategoriserar arten globalt som livskraftig. Inga underarter finns listade i Catalogue of Life.